# Proerginus lineatus
Proerginus lineatus is een hooiwagen uit de familie Cosmetidae.